# Daniel Schaefer (Politiker)

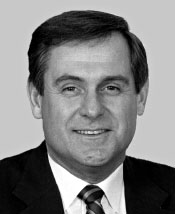
Daniel Schaefer

Daniel Schaefer (* 25. Januar 1936 in Guttenberg, Iowa; † 16. April 2006 in Wheat Ridge, Colorado) war ein US-amerikanischer Politiker.
Schaefer diente von 1955 bis 1957 im United States Marine Corps. Er studierte an der Niagara University in Niagara Falls, New York und erhielt dort 1961 seinen Bachelor of Arts. Danach besuchte Schaefer von 1961 bis 1964 die Potsdam University in Potsdam (New York).
Von 1977 bis 1978 gehörte Schaefer dem Repräsentantenhaus von Colorado an. Danach saß er von 1979 bis 1983 im Senat des Bundesstaates. 1983 wechselte Schaefer in den US-Kongress, nachdem er eine, durch den Tod von Jack Swigert nötig gewordene, Nachwahl gewonnen hatte. Schaefer vertrat dort nun als Republikaner vom 29. März 1983 bis zum 3. Januar 1999 den Bundesstaat Colorado im Repräsentantenhaus der Vereinigten Staaten; zuletzt erreichte er im Jahr 1996 mit 62,2 Prozent der Stimmen die Wiederwahl gegen die Demokratin Joan Fitz-Gerald. Bei den Wahlen zum 106. Kongress im Jahr 1998 verzichtete er auf eine erneute Kandidatur.